# Plateremaeus anteriosetosus
Plateremaeus anteriosetosus är en kvalsterart som beskrevs av Woas 1992. Plateremaeus anteriosetosus ingår i släktet Plateremaeus och familjen Plateremaeidae. Inga underarter finns listade i Catalogue of Life.